# Anna Dębska

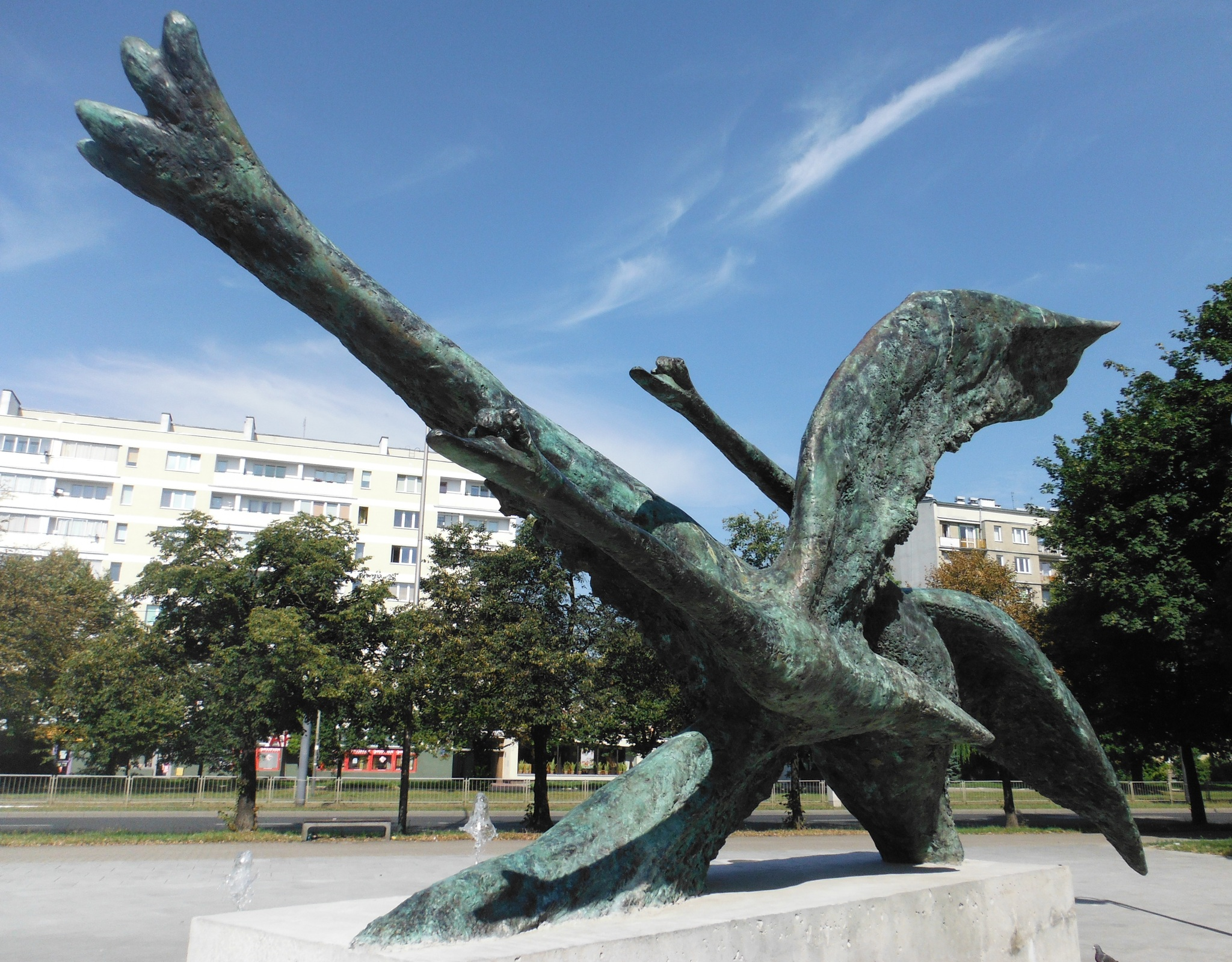
Lecące łabędzie w Warszawie

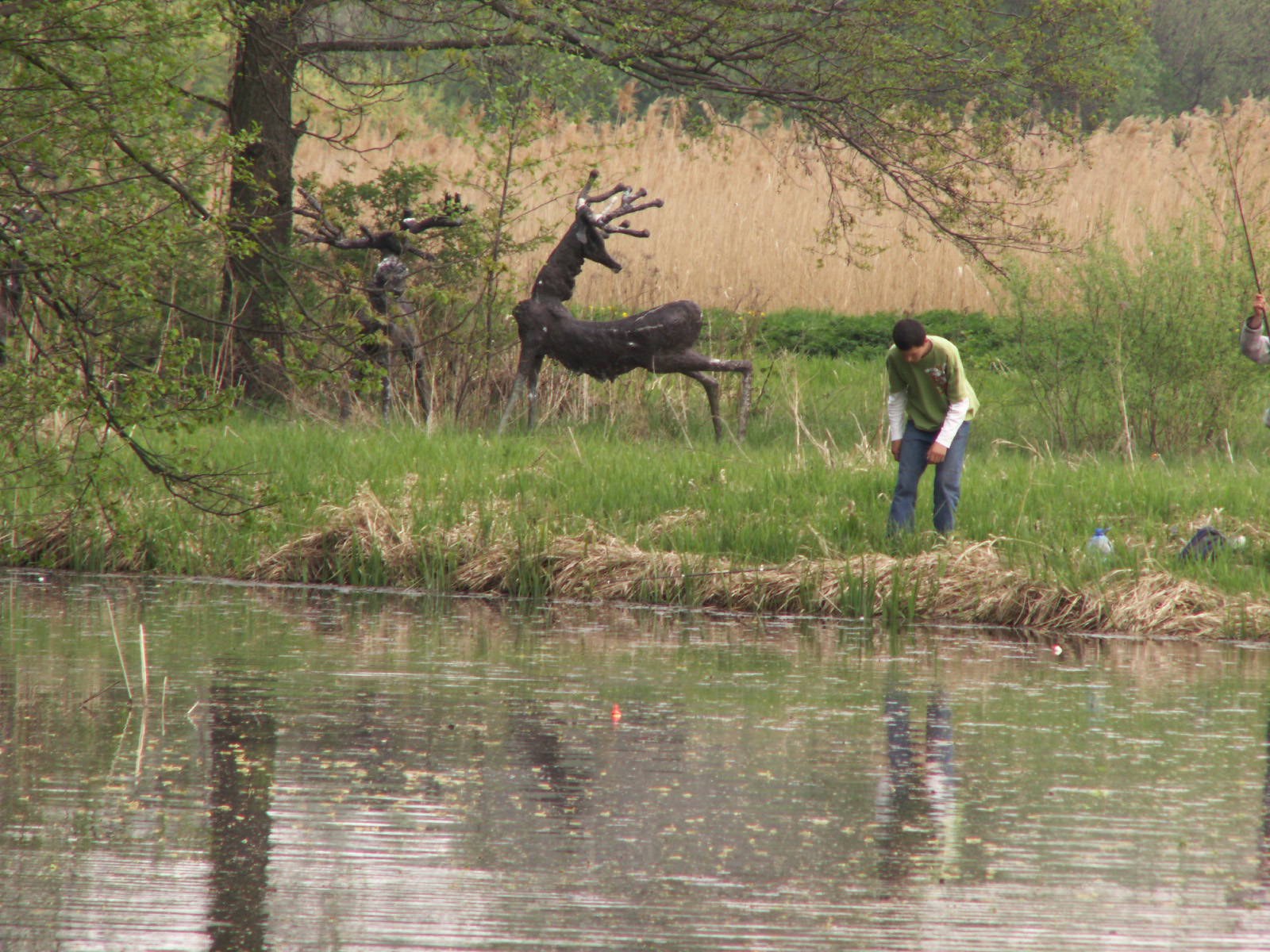
Rzeźba Anny Dębskiej "Daniel" w parku Centrum Rzeźby Polskiej w Orońsku

Anna Dębska (ur. 4 sierpnia 1929 w Warszawie, zm. 16 maja 2014 w Łazach) – polska rzeźbiarka, zajmująca się rzeźbami zwierząt. Właścicielka hodowli koni arabskich. Mieszkała m.in. w Łazach Starych w gminie Łochów.
Studiowała 1949-1953 na Wydziale Rzeźby Akademii Sztuk Pięknych w Warszawie w pracowniach profesorów Tadeusza Breyera i Mariana Wnuka. Studia ukończyła w roku 1954.
Po ukończeniu studiów zajęła się rzeźbą postaci zwierząt, szczególnie koni. Od roku 1955 uczestniczyła w wystawach w kraju i za granicą.
W roku 1979 wyjechała do Stanów Zjednoczonych i pozostała w Kalifornii do roku 1995. Po powrocie zamieszkała na stałe w Łazach. Jej córką jest Joanna Waliszewska, również znakomita rzeźbiarka, krytyk sztuki, pisarka; wnuczką jest Aleksandra Waliszewska - malarka.
Rzeźby Anny Dębskiej znajdują się m.in. 
- na dziedzińcu Prezydium Stołecznej Rady Narodowej w Warszawie, 1962;
- w Parku Kultury i Wypoczynku w Chorzowie, 1965, 1966, 1969, 1971;
- przed Zamkiem Książąt Pomorskich w Słupsku, 1966;
- w Parku Zdrojowym w Busku-Zdroju, 1967;
- koło hotelu „Cracovia” w Krakowie, 1968;
- na placu Dickensa w Warszawie, 1971;
- w ośrodku sanatoryjnym dla dzieci w Zbójnej Górze koło Warszawy, 1973;
- w sanatorium w Szczawnicy, 1973;
- na Starym Mieście w Warszawie, 1973;
- w parku Sempione w Mediolanie, 1973;
- przy ul. Grójeckiej na warszawskiej Ochocie[3];
- Muflony i Daniele przy ulicy Władysława Broniewskliego na Piaskowej Górze w Wałbrzychu, 1978;
- wśród rzeźb w Parku Śląskim, gdzie wykonane przez nią Wilki stoją dookoła Totemu autorstwa Józefa Trenarowskiego[4];
- a także w zbiorach muzealnych w Warszawie, Krakowie, Szczecinie, Słupsku, Bydgoszczy, Zielonej Górze, Opolu i Częstochowie.

Anna Dębska została pochowana na cmentarzu parafialnym w Gwizdałach (sektor; A, rząd; IX, grób; 3).